# Шоджа Халилзадех
Шоджа Халилзадех (на персийски: شجاع خلیل زاده‎) е ирански футболист – централен защитник, състезател на иранския Трактор Сазъ и Националния отбор на Иран. Участник на Мондиал 2022. Участник в Купата на Азия през 2023 година, автор на втория гол срещу Палестина при победата с 4:1.

## Успехи

### Отборни
Сепахан (Исфахан)
- Про лига на Персийския залив
  - Шампион (1): 2014/15

 Персеполис (Техеран)
- Про лига на Персийския залив
  - Шампион (3): 2017/18, 2018/19, 2019/20
- Купа на Иран
  - Носител (1): 2018/19
- Суперупа на Иран
  - Носител (3): 2017, 2018, 2019
- Шампионска лига на Азия
  - Финалист (1): 2018

### Други
- Най-добър централен защитник в Шампионската лига на Азия (2): 2018, 2020
- В единйсеторката на годината в Шампионската лига на Азия (2): 2018, 2020
- Най-красив гол в Шампионската лига на Азия (2): 2019, 2020
- Най-добър централен защитник в Про лига на Персийския залив (1): 2018/19